# Heterosternuta jeanneae
Heterosternuta jeanneae là một loài bọ cánh cứng trong họ Bọ nước. Loài này được Wolfe & Matta miêu tả khoa học năm 1979.